# باروت (فیلم ۱۹۹۸)
باروت (به هندی: Barood) فیلمی محصول سال ۱۹۹۸ و به کارگردانی پرامد چاکراووتری است. در این فیلم بازیگرانی همچون آکشی کومار، راوینا تاندون، آمریش پوری، راکهی گولزار، موهنیش باهل، عایشا جولکا، گلشن گروور ایفای نقش کرده‌اند.